# NGC 65
NGC 65 NGC 65 (ESO 473-10A / PGC 1229) es una galaxia lenticular localizada en la constelación de Cetus.  Su magnitud aparente es de 13.4. Se encuentra ubicado en AR 18h 58m 7s, Dec -22°52'48". Se descubrió por primera vez en 1886 y también se conoce como PGC 1229.